# ليوبولد دوراند
ليوبولد دوراند (بالفرنسية: Léopold Durand)‏ هو مهندس معماري فرنسي، ولد في 1666 في Saint-Mihiel ‏ في فرنسا، وتوفي في 1746.